# Choloalita
La choloalita és un mineral de la classe dels òxids. El nom deriva de la paraula nahua choloa, que significa "evasiva", en al·lusió al fet que el mineral va fugir de la seva detecció durant molts anys.

## Característiques
La choloalita és un òxid de fórmula química (Cu,Sb)₃(Pb,Ca)₃(TeO₃)₆Cl. Va ser aprovada com a espècie vàlida per l'Associació Mineralògica Internacional l'any 1980. Cristal·litza en el sistema isomètric. La seva duresa a l'escala de Mohs és 3.
Segons la classificació de Nickel-Strunz, la choloalita pertany a «04.JK - Tel·lurits sense anions addicionals, sense H₂O» juntament amb els següents minerals: winstanleyita, walfordita, spiroffita, zincospiroffita, balyakinita, rajita, carlfriesita, denningita, chekhovichita, smirnita, fairbankita, plumbotel·lurita, magnolita, moctezumita, schmitterita i cliffordita.

## Formació i jaciments
Va ser descoberta a la mina Bambollita, situada a la localitat de Moctezuma, dins el municipi homònim (Sonora, Mèxic). També ha estat descrita a la veïna mina Moctezuma (o Bambolla), així com a diversos indrets dels estats nord-americans d'Arizona, Califòrnia i Utah.